# Master d'administration publique
 (mai 2021).
Le Master d'administration publique (ou MAP) est un diplôme universitaire de mention droit, économie et gestion enseigné par les Instituts de préparation à l'administration générale. Son objectif est d'inculquer une culture administrative et juridique, mais aussi de préparer les concours de catégorie A et A+ de la fonction publique. Il est la continuité pédagogique de la licence d'administration publique.

## Présentation
Cette formation se déroule en grande majorité dans un centre de préparation de concours (IPAG pour les universités et CPAG pour les IEP). Les effectifs de cette formation sont réduits par rapport à une licence générale pour préparer les concours (oraux, concours blancs, QRC, note de synthèse). Le master d'administration publique est un diplôme national de niveau 7 qui relève de la mention Droit, Économie, Gestion et peut selon les universités être rattaché à une licence de droit (Paris II ou Bordeaux), AES (Poitiers ou Paris XIII) ou management public (IMPGT Aix-en-Provence ou Nancy).
Ce master vise à former des futurs cadres destinés à travailler pour le secteur public (les administrations publiques de l'Etat ou des collectivités territoriales) ou pour le secteur privé travaillant avec les administrations. Les étudiants se forment aux différents champs de l'administration publique que sont le droit administratif, le management des organisations publiques, les finances publiques, l'évaluation des politiques publiques, la gestion des contrats et commandes publiques. Les cours sont assurés par des enseignants chercheurs et des professionnels venant du secteur public. 

## Mode d'accès
Pour accéder au master d'administration publique, il faut détenir une licence de préférence orientée sur les matières suivantes : droit public, économie, gestion ou encore sciences sociales. De manière générale, les détenteurs d'une licence d'administration publique peuvent de droit intégrer un master d'administration publique.

## Matières enseignées
Les matières enseignées au sein des MAP sont assez proches des matières enseignées en LAP à la différence que les premières sont beaucoup plus précises et tendent à appréhender les spécificités des organisations publiques et de leur environnement, en particulier des structures gérant les activités déléguées (administrations, collectivités, établissements publics, sociétés d’économie mixte, associations…). 
On retrouve très majoritairement du droit des contrats publics, du droit européen, du droit de la fonction publique, du droit de la décentralisation, des finances publiques de l'État et locales. De plus en plus en d'IPAG proposent du management public ainsi que des cours de gestion des ressources humaines. 
Certains IPAG proposent des cours calqués sur les épreuves de concours comme ceux de la défense ou encore des affaires étrangères.
La préparation aux concours restant un axe important de l'enseignement des IPAG, des cours d'entrainement aux oraux d'admissions ainsi que des exercices préparant aux notes de synthèses sont dispensés.

## Les différents parcours possibles
- Université Clermont Auvergne : carrière publique ; sécurité publique ; culture juridique
- Université de Valenciennes : administration des services de l'Etat ; administrations des services déconcentrés ; administrations des services sanitaires et sociaux ; expertises métiers
- Université de Besançon : droit de l'action administrative ; politiques publiques ; protection des droits fondamentaux et des libertés
- Université de Brest : administration générale des territoires ; diplomatie et relations internationales ; sureté, urgence, sécurité
- Université de Poitiers : management public de l'Etat et des organisations publiques ; management public et droit des collectivités territoriales
- Université de Lille : métiers de l'administration centrale et des services déconcentrés ; métiers de l'administration pénitentiaire ; métiers de l'administration territoriale
- Université de Limoges : manager territorial et intercommunalités ; droit public et administration ; métiers de l'administration
- Université de Montpellier : carrières supérieures de l'Etat ; administration des établissements publics de santé
- Université de Perpignan : carrières du droit public ; expertise des territoires
- Université de Strasbourg : management des organismes sociaux ; management de la performance publique ; administration locale et régionale en Europe ; carrières et action publiques ; management et gestion publics
- Université Paris-X : gouvernance et gestions publiques ; concours publics
- Université Paris-XII : administration publique et gestion des collectivités locales

## Apprentissage
De plus en plus d'IPAG permettent de suivre les cours en alternance. Les étudiants deviennent dès lors des apprentis passant 3 jours en administration (centrale, déconcentrée, décentralisée, locale…) et 2 jours à l'université. L'ouverture de l'apprentissage dans la fonction publique se démocratise et permet aux apprentis publics de rendre concret leurs apprentissages tout en obtenant de l'expérience pouvant être utile lors des passages de concours.
Les IPAG suivants proposent de suivre la seconde année de master en apprentissage : Lille ; Limoges ; Montpellier ; Poitiers ; Strasbourg. L'IPAG de Valenciennes est actuellement le seul de France proposant le suivi de l'entièreté du parcours (LAP et MAP) en apprentissage.